# Kurt Bartel
Kurt Bartel (* 28. Dezember 1928 in Berlin; † 6. Juli 2023 in Leipzig) war ein deutscher Maler und Vertreter des Informel.

## Leben
Bartel studierte von 1950 bis 1955 an der Hochschule für bildende Künste in West-Berlin (heute Universität der Künste Berlin). Im 1958 von Will Grohmann herausgegebenen Standardwerk Neue Kunst nach 1945 wurde Kurt Bartel noch als Tachist zusammen mit den späteren Vertretern der informellen Malerei wie Emil Schumacher, Bernard Schultze, Karl Fred Dahmen, Gerhard Hoehme, Winfried Gaul, Otto Greis, Heinz Kreutz und Wols genannt. Will Grohmann gilt als einer der deutungsmächtigsten Kunstkritiker der 1950er und 60er Jahre. 1962 hielt er persönlich die Laudatio zur Eröffnung einer Soloausstellung Kurt Bartels in der damals für zeitgenössische Kunst wegweisenden Berliner Galerie Diogenes (Günter Meisner / Künstlergruppe ZERO). Ein Jahr zuvor war es der Kunsthistoriker und spätere Gründungsdirektor der Berlinischen Galerie Eberhard Roters, der an gleicher Stelle in die Ausstellung mit Bartels Arbeiten einführte.
Kurt Bartel war einer der letzten Vertreter des Informel in Deutschland. Seit 1994 lebte und arbeitete er in Leipzig.

## Stil
Bartels Malerei mag auf den ersten Blick rein abstrakt erscheinen. Sie lässt dabei dem Betrachter immer Raum für eigenes Erkennen. Mit Blick auf sein Œuvre wird man allerdings von Bartel überrascht; findet sich doch sowohl Gegenständliches wie Porträts als auch Abstraktes, wie die von ihm 1960 kreierten „Lichtknoten“, in seinem Schaffen. Bartel sieht darin keinen Widerspruch; übersetzt er doch das von ihm Gesehene in die eigene Bildsprache. „Die Abläufe werden keineswegs vom Inhalt, sondern von der Komposition bestimmt. Im Vordergrund bewegen sich schwarze Balken, einzeln, zu zweit oder zu dritt. Obwohl erkenntlich, haben sie doch eher die Funktion, das Bild zu orten. So entstehen Zeichen, die eine Gegenständlichkeit aufheben und zu expressiven Formen führen. Das Bild im Bild (Rechteck) ist das einfache Zeichen. Es drückt den Raum aus und setzt Gestisches und Zufälliges. Das Abstrakte ist geistiger als das Konkrete. In gegenständlichen Darstellungen lastet immer mehr oder weniger Erdenschwere, und ihre Schwingungen sind nicht frei.“

## Ausstellungen
- 1957 Friedrich von Raumer-Bibliothek, Berlin
- 1958 Galerie Franck, Frankfurt/Main,
- 1958 Galerie Buchholz, Madrid,
- 1958 Galerie Layetanas, Barcelona
- 1959 Galerie 59 Aschaffenburg Galerie Brusberg, Hannover
- 1961 Galerie Diogenes, Berlin, Eröffnung Eberhard Roters
- 1962 Galerie Diogenes, Berlin, Eröffnung Will Grohmann
- 1964 Galerie Miniature, Berlin
- 1967 Galerie Aspekte, Baden-Baden
- 1969 Galerie Cornels, Baden –Baden
- 1970 Galerie im Schinkel-Saal, Berlin
- 1972 Neuer Berliner Kunstverein
- 1975 KIK – Kunst im Kaufhaus, Berlin, Galerie Friebe, Köln
- 1978 Rathaus-Galerie, Berlin, Kunstamt Neukölln
- 1979 Junior-Galerie, Wien
- 1980 Galerie Cartouche, Berlin, Galerie bei „Karlchen“, Kampen/Sylt
- 1985 Galerie Rosenzweig, Bonn
- 1989 Galerie Jahnhorst & Preuss, Berlin
- 1990 Galerie Jahnhorst & Preuss, Villach
- 1996 Galerie Reinke, Berlin
- 1997 Galerie Reinke, Berlin
- 1998 Galerie Reinke, Berlin
- 2001 Galerie Bremer, Berlin
- 2003 Galerie Bremer, Berlin
- 2017 Galerie ARTAe, Leipzig
- 2018 Galerie Kunstkonzil, Leipzig